# Die blaue Anemone

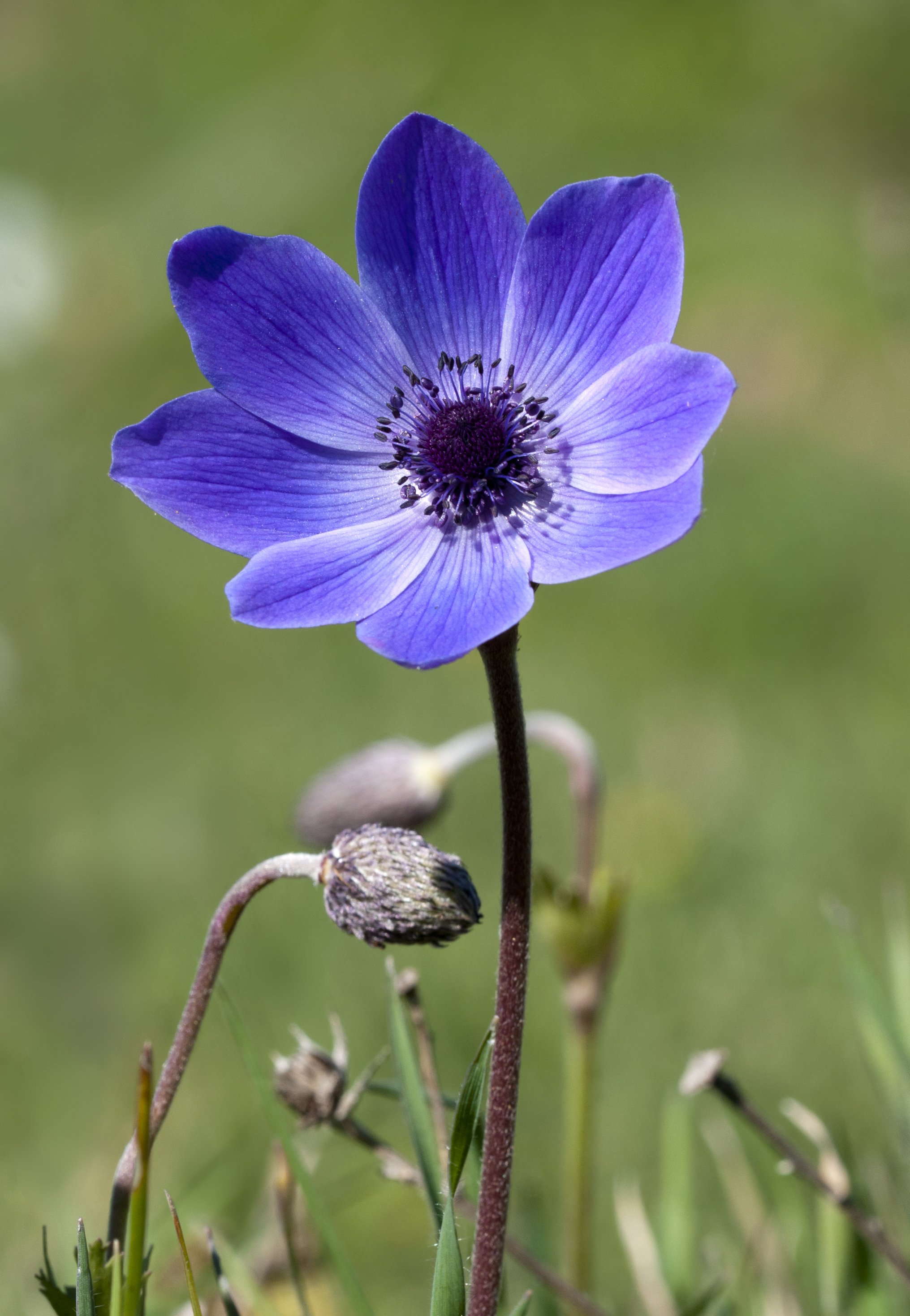
Kronen-Anemone mit blauer Blüte

Die blaue Anemone (dänischer Originaltitel: Den blå anemone) ist ein  Gedicht von Kaj Munk aus dessen Gedichtsammlung Den skæbne ej til os.
Nach Munks Tod im Jahr 1944 vertonte Egil Harder das Gedicht. Als Lied wurde es bekannt und von Aksel Schiøtz zu Munks Gedenkfeier im Dom zu Kopenhagen gesungen. Zum dänischen Befreiungsgottesdienst im Jahr 1945 wurde das Lied ebenfalls vorgetragen.

## Der Hintergrund und die Geschichte des Liedes
Kaj Munk, der aus Lolland stammte, besuchte in den 1940er Jahren seine Geburtsinsel und sah dort eine blaue Anemone, die er mit nach Vedersø in Jütland nahm, um sie in seinen Garten einzupflanzen. Zu seiner großen Überraschung trieb die Anemone im Frühjahr wieder aus, sie hatte die raue Natur in Jütland überlebt. Munk war so gerührt, dass er der Blume ein Huldigungsgedicht schrieb.
Im August 1943 ließ er das Gedicht bei Buchdrucker Rasmussen in Ringkøbing in einer Auflage von 300 Stück drucken und schickte die Karte als Weihnachtsgruß an Freunde. Er konnte das Gedicht nicht öffentlich herausgeben, weil es in Dänemark während des Krieges ein Druckverbot gab. Am 4. Januar 1944 wurde Kaj Munk von Nationalsozialisten in Hørbylunde Bakker in der Nähe von Silkeborg ermordet. Die blaue Anemone und die dazugehörige Gedichtsammlung wurde in der Folge illegal publiziert.
Der Theologe und Pastor Emeritus Carl P. Behrens, der sich für Kaj Munks Autorschaft interessierte, schrieb mehrere Bücher über ihn. Er ist der Meinung, dass das Gedicht in hohem Maße ein Ausdruck für die Macht des Wortes und des Geistes gegen die militärische Besetzung Dänemarks darstellt. Er sieht Die blaue Anemone als ein Nationalgedicht, das die Nation einte.
Auf diese Weise wurde das Gedicht nach Munks Tod sein letzter Beitrag für den Freiheitskampf der Dänen gegen die deutsche Besatzung.

## Rezeption
Nach Aksel Schiøtz’ Aufführung von Die blaue Anemone im Jahr 1944 wurden viele weitere Versionen des Liedes aufgenommen. Im Jahr 1951 sang Mogens Wieth eine Version; auch Tonny Landy, Alberte Winding & Povl Dissing und die Rockband Nephew haben das Lied interpretiert.